# Tom Clancy’s Splinter Cell: Essentials
Tom Clancy’s Splinter Cell: Essentials (рус. Tom Clancy’s Splinter Cell: Избранное) — видеоигра в серии Splinter Cell в жанре стелс-экшен, разработанная Ubisoft Montreal эксклюзивно для PSP. Сэм Фишер попадает под арест. Во время допросов он вспоминает своё прошлое.

## Геймплей
Звуки и музыка частично взяты из второй части Pandora Tomorrow, включая систему аптечек. Анимация убийства и удушья персонажа перепутана местами. Приборы ПНВ на поверженных врагах висят в воздухе. Присутствуют мини-игры по обезвреживанию мин, взлому замков и компьютеров. Для приставки PSP игроки отмечали очень сложное управление: излишние повороты камеры и проделывание манёвров спокойно ставили персонажа под угрозу быть замеченным, а выскакивающие предложения о сохранении игры и сама процедура чекпоинта требовала несколько раз подтверждения.

## Сюжет
Игра начинается в 2009 году, после событий Splinter Cell: Double Agent (Продолжение второй версии (PS2, Xbox, Wii, Nintendo GameCube). Сэм Фишер приходит на кладбище к могиле своей дочери, где его арестовывают сотрудники АНБ по обвинению в терроризме и убийстве Ламберта. Сэм понимает, что его кто-то подставил. Во время допросов Фишер вспоминает своё прошлое.
Он вспоминает 1992 год, когда он ещё был в отряде «Морских котиков» и был направлен на задание в Колумбию. Его командиром был Дуглас Шетланд, которого позже берут в плен. Нарушив приказ командования, Фишер спасает Шетланда. Затем идёт 1999 год. Ещё работая в ЦРУ, Фишер проводит в Югославии совместную с АНБ диверсию, а также участвует в операции по освобождению заложников. Командиром этой миссии был Ирвинг Ламберт.
В игре присутствуют старые миссии, встречавшиеся в предыдущих сериях, такие, как нефтяная вышка (Splinter Cell), пентхаус Зеркези (Chaos Theory) и Элсвортская тюрьма (Double Agent). Внезапно Уильям Реддинг замечает, что некоторые данные Сэма не соответствуют его реальной карьере, и что помощник директора АНБ — Лоуренс Уильямс подделал их. Но Гримсдоттир слила доказательства невиновности Сэма на диск, после чего тот забрал Уильямс.
В конце игры Фишер признаётся Анне Гримсдоттир, что виновен в смерти Ламберта и что это было неофициальное прикрытие, о котором знал только Ламберт. В финальной миссии Сэм выкрадывает диск и сбегает с помощью Грим, дав начало событиям Splinter Cell: Conviction.
В заключительном ролике игры Уильямс говорит Фишеру, что ему все равно не скрыться и его обязательно найдут. Фишер отвечает Уильямсу, что если он хочет его найти, пусть оглянётся за спину: когда время придёт, он будет там.
В игре по мере прохождения кампании имеется возможность открытия трёх бонусных миссий без каких-либо заставок, взятых из Pandora Tomorrow.

## Критика
| Сводный рейтинг    | Сводный рейтинг |
| Агрегатор          | Оценка          |
| ------------------ | --------------- |
| GameRankings       | 58,22 %         |
| Metacritic         | 58/100          |
| Иноязычные издания |                 |
| Издание            | Оценка          |
| Edge               | 6/10            |
| EGM                | 5/10            |
| Eurogamer          | 5/10            |
| Game Informer      | 8/10            |
| GamePro            | [ 8 ]           |
| GameRevolution     | C−              |
| GameSpot           | 5,8/10          |
| GameSpy            | [ 11 ]          |
| GameZone           | 6/10            |
| IGN                | 6,3/10          |
| OPM                | [ 14 ]          |
| Detroit Free Press | [ 15 ]          |

Критические реакции на Splinter Cell: Essentials были смешанными. GameRankings дал 58,22 %, а Metacritic 58/100.
Жуан Кастро из IGN дал игре оценку 6.3 из 10, сказав: «Она чувствует себя брошенной, даже немного сломанной во время определённых частей. Помимо этого, геймплей выглядит так, как будто она не принадлежит PSP. Она жаждет второго аналогового стика и дополнительной пары кнопок, например. Мало того, что она страдает совсем немного в производительности отдела — вы будете редко видеть когда игра идёт гладко, и что ещё хуже то, что Essentials не выглядит всевпечатляющей. И это из серии, которая всегда раздвигает границы существующей технологии».
Грег Миллер из GameSpot дал Essentials оценку 5.8 из 10, сказав: «Splinter Cell: Essentials звучит как прекрасная идея. Возьмите несколько миссий из предыдущих игр, немного перепутайте их, добавьте некоторые совершенно новые миссии, и уместите все это на PSP. К сожалению, из-за некоторых плохих элементов управления, угнетающе тёмных уровней и режима бесполезной многопользовательской игры, результатом является продукт, который больше разочарует, чем пойдёт на пользу».